# Мегурі-Рекетеу
Мегурі-Рекетеу (рум. Măguri-Răcătău) — село у повіті Клуж в Румунії. Входить до складу комуни Мегурі-Рекетеу.
Село розташоване на відстані 333 км на північний захід від Бухареста, 34 км на південний захід від Клуж-Напоки.

## Населення
За даними перепису населення 2002 року у селі проживали 859 осіб, з них 857 осіб (99,8%) румунів. Рідною мовою 857 осіб (99,8%) назвали румунську.